# Ernesto Rodriguez
Ernesto Rodriguez (Sagua la Grande, 21 de janeiro de 1970), é um velejador norte-americano que é campeão dos Jogos Pan-Americanos e medalhista em Campeonato mundial.

## Trajetória esportiva
Sua única medalha em campeonatos mundiais até os dias de hoje foi conquistada no Campeonato Mundial de Snipe de 2009 em San Diego, Califórnia. Ele e Megan Place concluíram a competição com a medalha de bronze, com 58 pontos perdidos (apenas um a menos do que a equipe japonesa).
Em 2019, o atleta foi campeão nos Jogos Pan-Americanos, na classe Snipe. Sua parceira foi a compatriota Hallie Schiffman. A equipe terminou a campanha com um 3º lugar na regata da medalha, concluindo com 26 pontos perdidos contra 34 dos uruguaios Ricardo Fabini e Florencia Parnizari. Os norte-americanos venceram 3 das 11 regatas.